# John Byner
John Byner est un acteur américain né le 28 juin 1938 à New York, New York (États-Unis).

## Filmographie
- 1967 : The Steve Allen Comedy Hour (série télévisée)
- 1969 : The Ant and the Aardvark : Ant / Aardvark (voix)
- 1969 : Hasty But Tasty : Ant, Aardvark (voix)
- 1969 : The Ant from Uncle : Ant, Aardvark, Aunt (voix)
- 1969 : I've Got Ants in My Plans : Ant / Aardvark (voix)
- 1969 : The Deadwood Thunderball : Roland (voix)
- 1969 : Technology, Phooey : Ant, Aardvark, 'Computer' (voix)
- 1969 : Tijuana Toads (voix)
- 1969 : La Panthère rose ("The Pink Panther Show") (série télévisée) : Ant / Aardvark (voix)
- 1969 : Never Bug an Ant : Aardvark (voix)
- 1969 : Dune Bug : Ant, Aardvark, Life Guard, Woman (voix)
- 1969 : Isle of Caprice : The Aardvark (voix)
- 1970 : Scratch a Tiger : Ant / Aardvark (voix)
- 1970 : Odd Ant Out : Ant, Aardvark, Green aardvark (voix)
- 1970 : Ants in the Pantry (en) (voix)
- 1970 : Science Friction : Ant / Aardvark (voix)
- 1970 : Mumbo Jumbo : Ant, Aardvark, Tiny (voix)
- 1970 : The Froze Nose Knows : Ant / Aardvark (voix)
- 1970 : Don't Hustle an Ant with Muscle : Ant, Aardvark (voix)
- 1971 : Rough Brunch : Aardvark, Ant (voix)
- 1971 : From Bed to Worse : Ant / Aardvark (voix)
- 1971 : Aesop's Fables (TV) (voix)
- 1972 : The John Byner Comedy Hour (série télévisée)
- 1972 : On s'fait la valise, Doc? (What's Up, Doc?) de Peter Bogdanovich : Man at the Hotel Banquet
- 1972 : The Singles (TV)
- 1976 : The Practice (série télévisée) : Dr Roland Caine
- 1976 : The Pink Panther Laugh and the Half Hour and Half Show (série télévisée) : The Ant / The Aardvark (voix)
- 1977 : La Dernière Route (The Last of the Cowboys) de John Leone : Bobby Apples
- 1978 : Three on a Date (TV) : Donald Lumis
- 1978 : A Guide for the Married Woman (TV) : Elevator Man
- 1979 : A Pleasure Doing Business : Lenny
- 1979 : The Man in the Santa Claus Suit (TV) : Stan Summerville
- 1980 : Bizarre (série télévisée) : Host / Various Characters
- 1980 : Murder Can Hurt You (TV) : Len 'Hatch' Hatchington
- 1982 : Will: The Autobiography of G. Gordon Liddy (TV) : Voice of Richard Nixon (voix)
- 1983 : L'As de cœur (Stroker Ace) de Hal Needham : Doc Seegle
- 1985 : Taram et le Chaudron magique (The Black Cauldron) de Ted Berman et Richard Rich : Gurgi / Doli (voix)
- 1985 : Transylvania 6-5000 : Radu
- 1986 : The Mouse and the Motorcycle (TV) : Guest with Dog
- 1988 : Relatively Speaking (série télévisée) : Host
- 1991 : A Wish for Wings That Work (TV) : Bill the Cat (voix)
- 1994 : Lamb Chop and the Haunted Studio (TV) : John
- 1994 : Munchie Strikes Back : Coach
- 1995 : In the Heat of the Night: Grow Old Along with Me (TV) : Tom Harwood
- 1997 : Wishmaster : Doug Clegg
- 2000 : My 5 Wives : Preston Gates
- 2001 : Now That's Funny! (TV)
- 2002 : The Big Time (TV) : Ed Wynn